# Galíciai felkelés (1846)

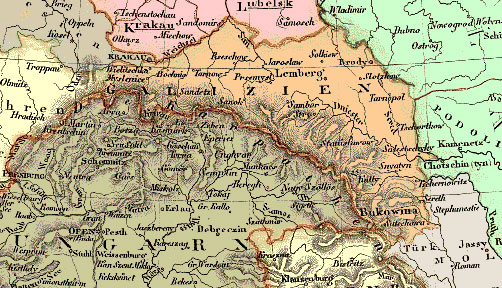
Galícia térképe 1836-ban

A galíciai felkelés vagy galíciai mészárlás a galíciai parasztság 1846-os felkelése volt, mely két hónapon keresztül tartott. A felkelés februártól márciusig tombolt, elsősorban Tarnów környékén.
A parasztfelkelés következtében ezer lengyel nemes vesztette életét. A császári kormányzat arra használta a felkelést, hogy megtizedelje a Habsburg Birodalomtól való elszakadást fontolgató galíciai nemességet.
A lengyel nemesség és parasztság konfliktusa komoly lélektani hatást gyakorolt a magyarországi reformellenzékre, rávilágított a nemzeti érdekegyesítés és a jobbágykérdés rendezésének fontosságára.

## Előzmények
1772-ben Galícia lett a Lengyelország első felosztása során a Habsburg Birodalom által megszerzett legnagyobb terület. Ez a történelmi Lengyelországból kihasított terület vált ismertté Galícia és Lodoméria királysága néven, hogy hangsúlyozzák a történelmi magyar jogot az országra. Mindazonáltal eredetileg, Kis-Lengyelországhoz tartozó, etnikailag teljesen lengyel területeket is hozzácsatoltak a tartományhoz, ami megváltoztatta Galícia földrajzi helyzetét. Az osztrák Galícia fővárosa Lemberg (Lwów) lett, ahol a lengyel arisztokrácia dominált, ezzel szemben a tartomány keleti területein a lakosság többsége ukrán vagy rutén volt. Galíciában jelentős zsidó lakosság is élt, többnyire a keleti területeken.
Az osztrák uralom első évtizedeiben Galíciát Bécsből irányították, és sok jelentős reformot vezettek be a jórészt németekből vagy elnémetesedett csehekből álló hivatalnoki kar segítségével.
Az arisztokrácia jogait biztosították, de ezek a jogok meglehetősen korlátozott jogok voltak. A korábbi jobbágyok már nem voltak puszta vagyontárgyak, hanem bizonyos jogokkal rendelkező személyek, korlátozott személyi szabadsággal rendelkeztek. Kötelezettségeik körülhatároltak és korlátozottak voltak, és megkerülhették a földesurat, közvetlenül fordulva az udvari bíróságokhoz jogorvoslatért. Az osztrák kormányzat támogatta a rutén görög katolikus egyházi értelmiség kialakulását, elsősorban szemináriumok berendezésével. Hasonló folyamatok zajlottak Erdélyben, ahol a bécsi udvar kiépítette a görög katolikus román egyházat.
Az 1820-as és 1830-as évek Bécs abszolutisztikus uralmának időszaka volt, a helyi galíciai hivatalnoki állomány még mindig németekkel és elnémetesedett csehekkel volt feltöltve. Az Oroszországhoz tartozó lengyel területek novemberi felkelésének leverése után, melyben néhány ezer galíciai önkéntes is részt vett, sok lengyel menekült érkezett Galíciába. Az 1830-as évek második felében több titkos lengyel szervezet alakult, tevékenységük az 1846-os sikertelen galíciai felkelési kísérletben csúcsosodott ki.
A lengyel függetlenségi törekvéseknek nem is Galícia volt a központja, sokkal inkább a Krakkói Köztársaság, más néven Krakkó Szabad Város, mely 1815-ben jött létre a bécsi kongresszus döntésének alapján. Az új államnak nem volt joga önálló külpolitikához,  külföldön három „pártfogó állam” képviselte: Oroszország, Ausztria és Poroszország. Krakkót 1836 és 1841 között osztrák csapatok tartották megszállva, mely előrevetítette későbbi sorsát.

## A felkelés
A novemberi felkelés leverése után Krakkó lett a lengyel függetlenségi tevékenység fő központja. Az osztrák megszállás és a pártfogó államok képviselőinek teljhatalma azt eredményezte, hogy a krakkói ellenzék a felkelés elkezdése mellett döntött. Az osztrákok azonban tudomást szereztek erről és meg akarták akadályozni a felkelés kitörését. Ennek érdekében olyan rémhírt terjesztettek el, hogy a lengyel nemesség a parasztság kiirtását tervezi.

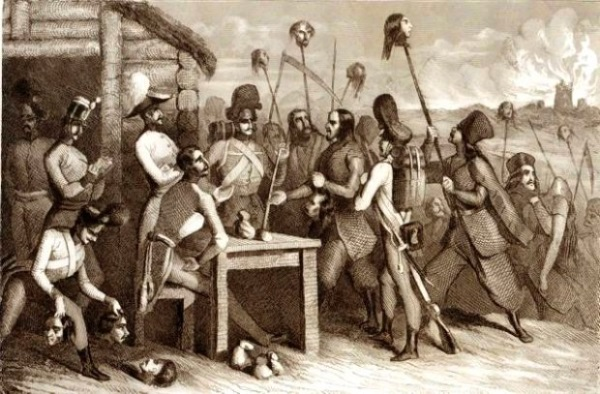
A parasztok pénzben és sóban kapják a fizetségüket a nemesek fejéért cserébe

A legtöbb forrás egyet ért abban, hogy az osztrák kormányzat kezdeményezte a parasztok felkelését. Az osztrákok megígérték a jobbágyoknak, hogy a földesúri szolgáltatásokat véglegesen eltörlik, ha segítenek leszámolni a nemességgel. Ráadásul a parasztfelkelők az osztrák hatóságoktól pénzt és sót kaptak, amennyiben felmutatták a nemesek levágott fejét. Az első atrocitásokra február 18-án került sor. Hamarosan legkevesebb ötszáz nemesi udvarház borult lángba.
A krakkói szervezkedők, mit sem tudva a galíciai mészárlásról, 1846. február 21-én kezdték meg a felkelést. A krakkói felkelés sikere után a krakkói Nemzeti Gárda néhány ezer kiképzetlen önkéntessel betört Galíciába, ahol a Benedek Lajos vezette osztrák csapatok és a császárhű parasztfelkelők felmorzsolták őket. Az összecsapások Galícia nyugati, lengyel lakosságú részeire terjedtek ki, és a konfliktus a hazafias nemesek, felkelők és a velük nem szimpatizáló lengyel parasztok között állt fenn. Nem sokkal később Krakkóba orosz és osztrák csapatok vonultak be. Április 15-én a „pártfogó államok” képviselői Bécsben aláírtak az egyezményt, melynek értelmében Krakkót Ausztria kebelezi be.

## Megítélése
A történelem iróniája, hogy a fellázadt parasztok azokat a nemeseket gyilkolták le, akik a jobbágyfelszabadításért, szociális és jogi reformokért küzdöttek. A bécsi udvar ígérete ellenére a felkelés által érintett területeken egészen 1848-ig érvényben maradt a jobbágyság.
A galíciai felkelők és a bécsi udvar együttműködése mély hatást gyakorolt a magyar függetlenségért küzdő reformellenzékre. Az alsótáblai ellenzék vezetője, Kossuth Lajos cikkeivel, szónoklataival a magyar nemesség elé tárta: a Habsburgok megosztó politikájával szemben csak az addigi reformok összekapcsolásával, egyszerre történő megvalósításával érhető el eredmény. Kossuth ugyanis, nem utolsósorban az 1846. évi galíciai felkelés tanulságai nyomán rádöbbent: azonnali, érdemi előrelépés szükséges a jobbágykérdésben.
A magyar félelmek nem voltak alaptalanok:  az osztrák hatóságok két évvel a galíciai felkelés után felfegyverezték a nemzetiségi felkelőket. 1848–1949-ben az erdélyi vérengzések során a Magyarország és Erdély uniója ellen fellázadt császárhű románok, a császári haderő tisztjeinek irányításával 7500–8500 magyart mészároltak le, ezzel megváltoztatva Dél-Erdély etnikai összetételét.

## Történészviták a nemzeteszméről
A régebbi történetírás ukrán jobbágyok és lengyel nemesek összecsapásaival számolt (ezt az interpretációt vette át a magyar szakirodalom is). A korabeli források alapján mégis kétségbevonhatatlan tény, hogy római katolikus vallású, lengyel nyelvű földművesek fordultak szembe a hasonló nyelvű és vallású nemességgel. Ez felveti annak kérdését, hogy a 19. század első felében mennyire volt jelen a nemzettudat. Az újabb szakirodalom hajlamos a hagyományos paraszti társadalom és a hazafias nemesség vélelmezett nemzeti egységét elképzelt közösségnek tekinteni.
Magyar szempontból nézve figyelemreméltó, hogy a császári csapatokat vezető Benedek Lajost ekkor és később is a Habsburg Birodalomhoz fűzte a lojalitása, az identitásában nem játszott szerepet a magyar nacionalizmus.